# Cryptanura propinqua
Cryptanura propinqua là một loài tò vò trong họ Ichneumonidae.